# Boj u hájenky Zlatý jelen
Boj u hájenky Zlatý jelen 6. února 1945 byl ozbrojený střet skupiny partyzánů s německými policisty a protektorátními četníky. Šlo o první boj partyzánské skupiny Olga.

## Nástin událostí

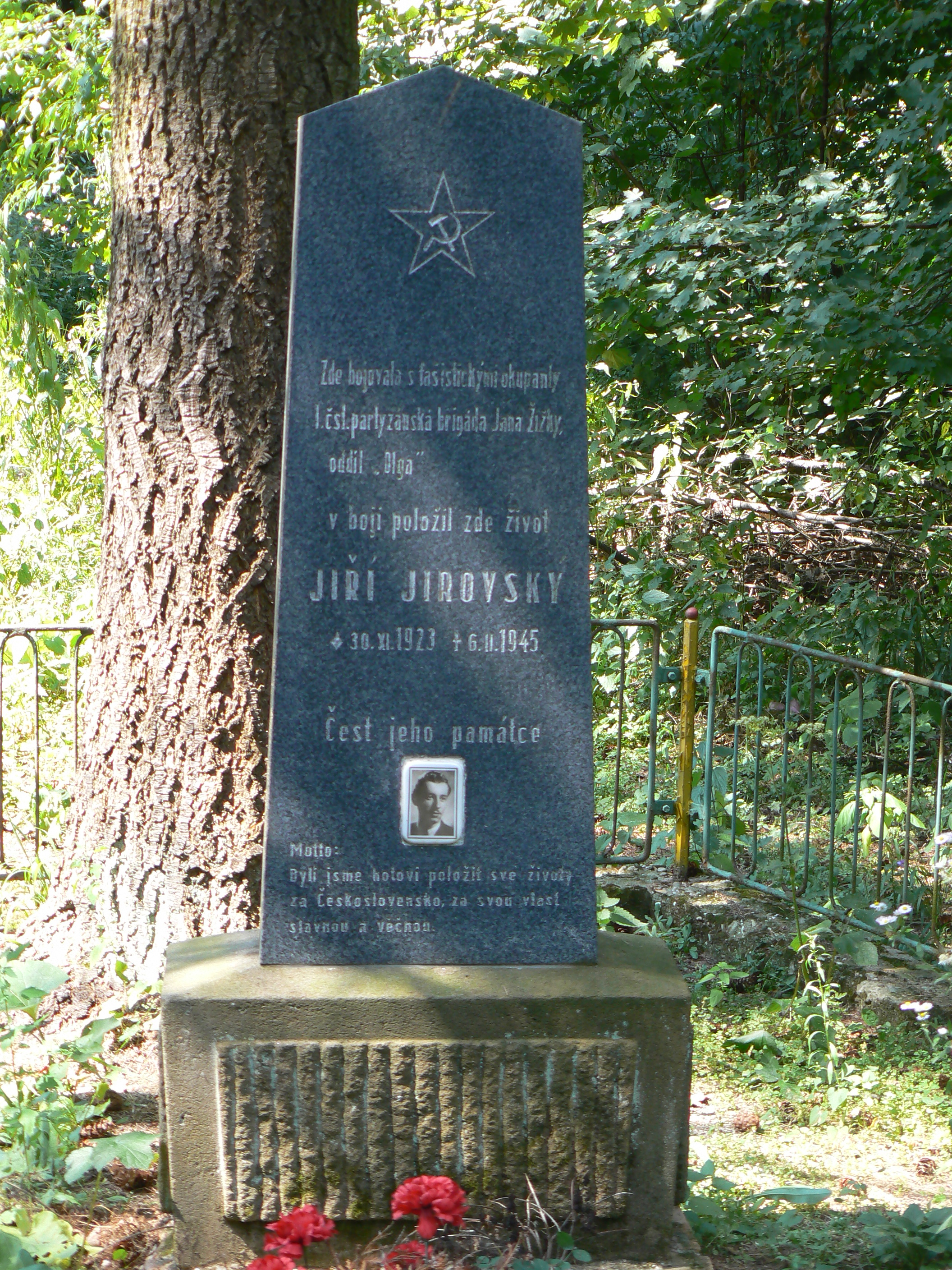
Pomník Jiřímu Jirovskému

Na počátku roku 1945 vznikl v Nemochovicích partyzánský oddíl Olga. Jeho velení převzal Josef Houfek. Skupina okamžitě začala shánět od lesníků zbraně. Bylo získáno několik loveckých zbraní a oddíl se rozrůstal. Tato činnost však zalarmovala okupační síly v okolí.
Dne 6. února odpočívala skupina šesti partyzánů v hájence Zlatý jelen. Místní hajný, Stanislav Dunaj, s nimi spolupracoval. Když se však chystali k odchodu, objevila se u hájenky skupina příslušníků německého Jagdkommanda z Žarošic a protektorátních četníků. Začala přestřelka, v níž měli partyzáni nevýhodu jak početní, tak ve vybavení. Přesto se jim povedlo těžce zranit četníka Petra Jahodu. Během boje byl však raněn a poté na místě umučen německým Jagdkomandem partyzán Jiří Jirovský a zraněni byli velitel skupiny Rudolf Venhuda a Ladislav Verner. Partyzáni se schovali do seníku a poté uprchli do Brankovic. Hajný Dunaj byl následně zatčen, ale válku přežil.

## Po boji
Tento střet ukázal, že využití loveckých zbraní je proti Němcům nevýhodné a oddíl začal ukořisťovat vojenské zbraně, a to především od maďarských vojáků. Po válce na místě vznikly dva pomníky. Na nějakou dobu se do hájenky vrátil hajný Dunaj, ale brzy ji opustil. V šedesátých letech pak byla budova zbourána. Pamětní deska Jiřímu Jirovskému, zakládajícímu členu skautského vodáckého oddílu v Kroměříži, byla umístěna na jejich loděnici u vodní elektrárny Strž.
V roce 1947 byl velitel partyzánského oddílu Olga Josef Houfek odsouzen na tři roky vězení pro násilné udržování kázně (včetně poprav bez soudu) ve své jednotce.